# Mary Boyoi
Mary Boyoi, née le 5 décembre 1974 à Malakal, est une chanteuse sud-soudanaise, autrice et fille d'un ancien commandant des Forces de défense du peuple sud-soudanais,.

## Biographie
Son père, un chef tribal Murle et commandant militaire au sein du Mouvement populaire de libération du Soudan, est tué en 1989. Après sa mort, Mary Boyoi et sa famille passent plusieurs années dans des camps de déplacés au Soudan et des camps de réfugiés en Éthiopie pour éviter les conflits de la guerre.
Elle poursuit ses études supérieures au Kenya et obtient une série de diplômes. En 2002, elle commence à travailler pour des organismes d'aide humanitaire à travers le Soudan du Sud.
C'est à travers le travail humanitaire que Boyoi trouve sa passion : aider les autres. Boyoi utilise la musique pour mettre en lumière les problèmes et appelle à la paix et à la réconciliation parmi son peuple. En 2005, elle fonde ABONA International, une organisation à but non lucratif visant à soutenir la paix au Soudan du Sud et à fournir une assistance aux filles et aux jeunes femmes dans des situations violentes et destructrices. En 2007, elle commence à travailler sur son premier projet musical, Referendum.
Mary Boyoi devient la directrice exécutive et fondatrice de Voice of the Peace, une ONG nationale qui fournit un soutien psychosocial et des voies d'orientation vers des soins médicaux aux survivants de la violence sexiste. L'ONG se concentre principalement sur la sensibilisation en s'adressant à divers groupes de la communauté. Elle dispose d'espaces pour les enfants et pour les filles afin de leur offrir un refuge. Elle travaille également avec des femmes et des filles vulnérables en leur fournissant des compétences telles que le tressage de paniers, la broderie et d'autres activités artisanales pour leur donner les moyens de devenir financièrement indépendantes.
En janvier 2010, Boyoi est désignée par les membres de la communauté Murle pour briguer un siège parlementaire à l'Assemblée législative du Soudan du Sud (en) basée à Djouba. Elle fait campagne pour les élections (en) qui ont lieu en avril 2010,.
Zooz, une chanson du deuxième album de Boyoi, est présentée en mars 2010 sur Sudan Votes Music Hopes, une collaboration d'artistes de tout le Soudan qui écrivent des chansons électorales « pour encourager le peuple soudanais à laisser une marque sur son avenir ». L'album est compilé par l'auteur-compositeur-interprète allemand Max Herre et distribué à travers le Soudan sur des cassettes audio, à la radio et numériquement via le site sudanvotes.com. La production est réalisée par Media in Cooperation and Transition (MICT) et financée par le ministère allemand des Affaires étrangères. En août 2012, le label Süd Electronic sort un vinyle avec des remix house de Tama Sumo (en) et Portable.

## Vie privée
Mary Boyoi a été mariée à un humanitaire américain, avec qui elle a eu quatre garçons et dont elle se serait séparée.